# 飯田嘉宏
飯田 嘉宏（いいだ よしひろ、1939年1月 - ）は、日本の工学者、元国立大学法人第13代横浜国立大学学長。元学校法人関東学院理事長。工学博士。専門は熱工学、熱エネルギー工学。神奈川県出身。
1961年、東北大学工学部精密工学科卒業。1966年、東北大学大学院工学研究科博士課程原子核工学単位取得満期退学。
国立大学協会監事、日本ユニセフ協会神奈川県支部会長等を兼務。

## 略歴
- 1961年 - 東北大学工学部精密工学科卒業。
- 1966年 - 東北大学大学院工学研究科博士課程原子核工学単位取得満期退学。
  - 同年 東北大学工学部助手。
- 1969年 - 横浜国立大学工学部助教授。
- 1983年 - 横浜国立大学工学部教授。
- 1999年 - 2000年 日本熱物性学会会長を兼任。
- 2000年 - 横浜国立大学副学長。
- 2002年 - 横浜国立大学工学研究院長・工学部長。
- 2003年 - 横浜国立大学学長。
- 2004年 - 国立大学法人横浜国立大学学長。
- 2009年11月 - 学校法人関東学院理事長。2013年退任。

## 著書
- 1989年『移動論』新版（共著、朝倉書店）ISBN 9784254230628。全国書誌番号:89039212。
- 1998年『蒸気爆発の科学―原子力安全から火山噴火まで』（共著、裳華房）ISBN 9784785387006。全国書誌番号:99050639。
- 1999年'Handbook of Phase Change, Boiling and Condensation', Taylor & Francis.ISBN 9781560326342.
- 2001年『蓄熱技術―理論とその応用「潜熱蓄熱、化学蓄熱」』第2編（共著、信山社サイテック）ISBN 9784797229028。全国書誌番号:20272117。

## 受賞歴
- 1995年 日本伝熱学会賞学術賞。
- 1999年 日本機械学会賞。
- 2003年 日本機械学会熱工学部門賞 永年功績賞[2]。
- 2005年 日本熱物性学会賞(功労賞)[3]。
- 2014年 瑞宝重光章[4]